# Lübtheener Heide
Lübtheener Heide este o arie protejată (arie de protecție specială avifaunistică — SPA) din Germania întinsă pe o suprafață de 6.422 ha, integral pe uscat.

## Localizare
Centrul sitului Lübtheener Heide este situat la coordonatele 53°17′04″N 11°11′34″E / 53.2844°N 11.1928°E.

## Înființare
Situl Lübtheener Heide a fost declarat arie de protecție specială avifaunistică în aprilie 2008 pentru a proteja 11 specii de animale.

## Biodiversitate
Situată în ecoregiunea continentală, aria protejată nu include niciun habitat protejat.
La baza desemnării sitului se află mai multe specii protejate de  păsări (11): minunița (Aegolius funereus), fâsă-de-câmp (Anthus campestris), caprimulg (Caprimulgus europaeus), barză albă (Ciconia ciconia ciconia), ciocănitoare neagră (Dryocopus martius), Grus grus grus, capîntortură (Jynx torquilla), sfrâncioc roșiatic (Lanius collurio), ciocârlie de pădure (Lullula arborea), gaia roșie (Milvus milvus), silvie porumbacă (Sylvia nisoria).